# Star Wars Roleplaying Game (Wizards of the Coast)
Star Wars Roleplaying Game är ett amerikanskt rollspel som baseras på Stjärnornas krig.
Första upplagan till spelet är skriven av Bill Slavicsek, Andy Collins och JD Wiker, och publicerades av Wizards of the Coast (Wizards) i slutet av 2000, samt en reviderad upplaga 2002. I juni 2007 släppte Wizards en tredje upplaga med titeln "Saga Edition" som har stora skillnader regelmässigt från de tidigare utgåvorna, och utmärker sig även genom dess utformning - en nästan kvadratisk (231 x 234 mm) inbunden bok. Saga Edition är skriven av Christopher Perkins, Owen K.C. Stephens och Rodney Thompson.
Mellan 1987 och 1999 publicerades Star Wars-rollspelet av West End Games och översattes till svenska 1988 av Äventyrsspel som Stjärnornas krig - rollspelet.

## Upplagor

### Första och reviderade upplagan
Första upplagan av Star Wars Roleplaying Game släpptes ungefär när filmen Star Wars: Episod I – Det mörka hotet hade premiär. Spelet inkluderade statistik spelmässigt för flera av karaktärerna från filmerna. I den reviderade upplagan inkluderades material från Star Wars: Episod II - Klonerna anfaller samt förändringar av flera feats (ungefär bedrifter eller knep på svenska) och klasser (en: class).
I stället för standarden med Hit Points (sv: kroppspoäng) använder spelet ett skadesystem med Vitality Points och Wound Points - Vitality för ytliga skador och Wound för allvarliga skador. En rollperson ökar sina Vitality Points på samma sätt som Hit Points ökas i andra d20-spel. Rollpersonens Wound Points är lika med hans eller hennes värde i grundegenskapen Constitution (sv: fysik eller kroppsbyggnad).
Större delen av regelmekaniken är bekant för Dungeons & Dragons- och andra d20-spelare. Rollpersoner har sex grundegenskaper (en: ability scores), en klass och level (sv: nivå), feats och färdigheter (en: skills). De flesta handlingar utförs genom att slå en tjugosidig tärning och lägga till ett värde – är resultatet lika med eller högre än svårighetgraden lyckas handlingen.

### Saga Edition
5 juni 2007 släppte Wizards den tredje utgåvan av spelet som fick namnet Star Wars Roleplaying Game: Saga Edition. Spelet har strömlinjeformats så att reglerna är enklare och att det kan användas tillsammans med figurer – då främst med Wizards figurspel Star Wars Miniatures.
Exempel på regler som förändrats från tidigare utgåvor är bland annat att antalet klasser har reducerats till fem stycken (Jedi, Noble, Scoundrel, Scout och Soldier). Skadesystemet med Vitality Points och Wound Points har övergetts och ersatts med d20-standarden Hit Points, samt att en så kallad Condition Track (ungefär tillståndsmätare på svenska), som visar hur nedsatt rollpersonens förmåga är på grund av skador, har införts. Regler för användandet av "Kraften" (The Force) har även skrivits om helt och hållet för att passa Stjärnornas krig-universumet.

## Produkter
Flera olika böcker har getts ut av Wizards of the Coast till den första och den reviderade upplagan av Star Wars. Till Saga Edition har, fram till november 2008, fyra tillbehör släppts och tre stycken är planerade att släppas under 2008 och 2009. Här följer en lista på produkterna till alla tre versioner av spelet.

### Första och reviderade upplagan

#### Tillbehör
- Gamemaster Screen (spelledarskärm)
- Deluxe Character Record Sheets (rollformulär)

#### Bakgrundsböcker
| - Alien Anthology - Arms and Equipment Guide - Coruscant and the Core Worlds - Dark Side Sourcebook - Galactic Campaign Guide - Geonosis and the Outer Rim Worlds - Hero's Guide - Invasion of Theed Adventure Game - Living Force Campaign Guide | - Power of the Jedi - New Jedi Order Sourcebook - Rebellion Era Sourcebook - Secrets of Naboo - Secrets of Tatooine - Starships of the Galaxy - Ultimate Adversaries - Ultimate Alien Anthology |

#### Äventyr
- Tempest Feud
- Flertalet RPGA Living Force-äventyr reserverade för RPGA-medlemmar

#### Ytterligare material
På Wizards webbplats lades även nytt material upp regelbundet, gratis att ladda ned. Exempel på nedladdningsbart material är "frågor och svar", korta äventyr och karaktärprofiler.

### Saga Edition
- Star Wars Roleplaying Game: Saga Edition (2007)
- Starships of the Galaxy (2007)
- Galaxy Tiles (som Dungeon Tiles ämnade för Star Wars) (2008)
- Threats of the Galaxy (2008)
- Gamemasters Screen (2008)
- Knights of the Old Republic Campaign Guide (2008)
- The Force Unleashed Campaign Guide (2008)
- Scum and Villainy (2008)
- The Clone Wars Campaign Guide (2009)
- Legacy Era Campaign Guide (2009)
- Jedi Academy Training Manual (2009)
- Rebellion Era Campaign Guide (2009)
- Galaxy at War (2009)